# میدان (فیلم ۲۰۲۴)
میدان (به انگلیسی: Maidaan) یک فیلم سینمایی هندی در ژانر فیلم زندگی‌نامه‌ای و ورزشی تولید سال ۲۰۱۹ که در سال ۲۰۲۴ منشر شد، به کارگردانی و نویسندگی امیت راویندرنات شارما است. بازیگران اصلی این فیلم اجی دیوگن و پریامانی هستند.
فیلمبرداری اصلی در ۱۹ اوت ۲۰۱۹ آغاز شد. این فیلم داستان دوران طلایی فوتبال هند را بین سالهای ۱۹۵۶–۱۹۶۲ را روایت می‌کند. این فیلم در سینماها در ۱۱ آوریل ۲۰۲۴ مصادف با عید در سراسر جهان اکران شد. این فیلم پاسخ مثبتی دریافت کرد، اما در باکس آفیس ضعیف عمل کرد و ۶۸ کرور روپیه در مقابل بودجه ۲۳۵ کروری خودش در سراسر جهان فروش کرد.

## بازیگران
- اجی دیوگن در نقش سید عبدالرحیم
- پریامانی در نقش سایرا رحیم (همسر رحیم ساب)
- گجراجو رائو
- بومان ایرانی

## انتشارفیلم
این فیلم قرار بود در تاریخ ۲۷ نوامبر ۲۰۲۰ اکران شود. ولی به سال ۲۰۲۴ موکول شد. 